# Kobresia macrolepis
Kobresia macrolepis är en halvgräsart som beskrevs av Karl Friedrich Meinshausen. Kobresia macrolepis ingår i släktet sävstarrar, och familjen halvgräs. Inga underarter finns listade i Catalogue of Life.